# 朝鮮語の正書法
朝鮮語の正書法（ちょうせんごのせいしょほう）とは、朝鮮語をハングルで表記するにあたっての綴字上の諸規則を指す。

## 歴史

### 前近代
朝鮮語は1446年に訓民正音が頒布されることにより、初めて明示的に表記されるようになった。この当時は現代的な意味での正書法がいまだ確立されていなかったので、表記法は慣習的に行われた。しかしながら、訓民正音解例において終声の表記に関して、現実の発音通りにㄱ、ㆁ、ㄷ、ㄴ、ㅂ、ㅁ、ㅅ、ㄹの8つで事足りるとしたのを見ても分かるように、概して表音主義的な表記法がとられた。表音主義的表記法とは、朝鮮語を発音通りにハングルで綴る表記法である。それに対して現代の正書法は、個々の形態素を明示して綴るので形態主義的表記法と呼ばれる。例えば、/nopʰa/（高く）は現代の正書法では語幹と語尾をそれぞれ明らかにして「높아」と綴ることになっているが、当時は発音通りに「노파」と綴った。このような表記方法を「連綴」と呼ぶ。ただし、訓民正音創製直後の文献である『竜飛御天歌』（1447年）と『月印千江之曲』（1447年）は、一部に現代の正書法に類する形態主義的な表記法が採用されている。これは著者の中にハングルを作成するのに関与した学者が含まれているために言語学的知識を生かした表記が出来たこと、そしてこの二つの書物はいわば表記法の『お手本』として作られたためである。
16世紀に入ると、語幹と語尾を分離した表記が多く見られるようになる。例えば、「体が」を表す [momi] は15世紀には「모미」のような連綴がほとんどであったが、16世紀以降は「몸이」のような綴りが多くなる。このように語幹と語尾を完全に分離した表記は「分綴」と呼ばれる。また、前掲の /nopʰa/（高く）などは、「놉파」のように子音を発音通りに表記しつつも終声を同時に表記する二重表記法である「重綴」も多く見られる。濃音の表記は、始めはㅅを用いたㅺ、ㅼやㅂを用いたㅲ、ㅳなどが混在していたが、次第にㅅを用いた表記に統合されていった。15世紀に[ʌ]を表した母音字母「ㆍ」は、[ʌ]が朝鮮語の音韻体系から消滅した後も慣習的に用いられる事があった。
このように、前近代のハングルの表記法は、15世紀から伝わる慣習的な表記を受け継ぎつつ、表音主義と形態主義の間を揺れ動きながら行われてきた。

### 日韓併合時代
ハングルの表記法を近代的な意味での正書法として明文化したものは、日韓併合時代の朝鮮総督府による「普通学校用諺文綴字法」（1912年）が最初である。これは朝鮮総督府編『朝鮮語辞典』（1920年）の編纂を経て1921年に「普通学校用諺文綴字法大要」として修正された。しかし、朝鮮総督府によるこれらの正書法は、新たな正書法というよりは、従来行われていた慣習的な表記法を整理し明文化したものである。その後、総督府は教育界などから指摘された問題点を改訂し、また
調査委員に権悳奎，申明均，沈宜麟，鄭烈模，崔鉉培といった周時経門下の学者が多く加わり、周時経が提唱していた形態主義を一部取り入れる形で1930年に「諺文綴字法」が発表された。
周時経学派は1921年に朝鮮語研究会を創設し、その所属学者は朝鮮総督府の正書法整備事業にも深く関与していたが、1931年には朝鮮語学会を創設し、1933年に現行の正書法の基礎となる「朝鮮語綴字法統一案（한글 맞춤법 통일안）」を作成した。この正書法は形態音素論的な観点に立ち、形態主義的な表記法をより徹底させたものであった。同時にこの正書法では漢字音の表記、分かち書き、句読法についても明文化されている。「朝鮮語綴字法統一案」はその後、1940年、1946年、1948年に一部が改訂され、分断後の南北朝鮮に受け継がれていく。なお、朝鮮語学会は、1940年に「外来語表記法統一案」も作成している。

### 南北分断後
大韓民国では上述の「朝鮮語綴字法統一案」をそのまま受け継いだ。1949年に文教部が文法用語を定めたのを受けて1958年に用語を直した改訂版が作られた。その後、1988年にこれを改訂した「ハングル正書法（한글 맞춤법）」が定められ、現在に至っている。
朝鮮民主主義人民共和国では解放直後の1948年に金枓奉らによる「朝鮮語新綴字法（조선어 신철자법）」が作られたが、金枓奉の政治的失脚に伴いこの正書法は破棄された。その後1954年に「朝鮮語綴字法（조선어 철자법）」が制定されたが、この正書法は形態主義を貫いた1933年の「朝鮮語綴字法統一案」を基本としつつも、漢字語の表記など一部の箇所において1930年の「諺文綴字法」に従っていた。1966年には「朝鮮語規範集（조선어 규범집）」が制定され、これにより分かち書きの規定の細分化など、韓国の正書法との違いが一層広がった。「朝鮮語規範集」は1987年・2010年に改訂され、現在に至っている。
南北の正書法の違いについて、詳細は朝鮮語の南北差を参照。

## 現代の正書法の特徴
現代の朝鮮語の正書法は、上述の通り南北共に朝鮮語学会による「朝鮮語綴字法統一案」（1933年）に依拠している。この正書法の最大の特徴は、形態主義的な表記に徹底したことと、分かち書きを導入したことにある。

### 形態主義
例えば、「値段」の意の朝鮮語は、前後の音環境により /kap/（単独形）、/kapsʼ/（/kapsʼi/ ‘値段が’において）、/kam/（/kamman/ ‘値段だけ’において）、/kʼap/（/ʨʰɛkkʼap/ ‘本代’において）、/kʼapsʼ/（/ʨʰɛkkʼapsʼi/ ‘本代が’において）、/kʼam/（/ʨʰɛkkʼamman/ ‘本代だけ’において）など、さまざまな異形態で現れうる。これら異形態は形態音素論的な交替形であるが、そこから「/kaps/」という語形を抽象し、それをハングル「값」として表記している。同様に、「読む」の意の朝鮮語の動詞語幹は、/ik/（/ikʨʼi/ ‘読むよ’において）、/il/（/ilkʼo/ ‘読んで’において）、/iŋ/（/iŋnɯnta/ ‘読む’において）、/nik/（/annikʨʼi/ ‘読まないよ’において）、/nil/（/annilkʼo/ ‘読まずに’において）、/niŋ/（/anniŋnɯnta/ ‘読まない’において）などの異形態で現れうるが、ここから「/ilk/」という語形を形態音素論的に抽象し、それをハングル「읽-」として表記している。これが形態主義的な表記法である。
この方法により、個々の形態素が明示されることとなる。例えば、「踏んだなら」を表す朝鮮語 /palpasʼɯmjɔn/ は /palp/（語根）、/asʼ/（過去接尾辞）、/ɯ/（連結母音）、/mjɔn/（語尾）から成るが、現代の正書法では個々の形態素を明示して「밟았으면」と書かれる（古い表記法では「발밧스면」などのように書かれた）。形態素の明示は合成語などにも適用され、例えば굶다（飢える）と주리다（飢える）の合成語は、［굼주리다］と発音されるにもかかわらずそれぞれの形態を明示して「굶주리다」と表記される。それと同時にこの表記法は、実際に発音されない子音が表記されることがあったり（例えば、값 ‘値段’の実際の発音は［갑］）、濃音化・鼻音化などの音素交替が起きる場合でも本来の形態を維持して表記したりする（例えば、독립 ‘独立’の実際の発音は［동닙］）など、綴り字と実際の発音が異なることもしばしばありうる。
しかしながら、一部には形態素が明示されない場合もある。その主な例は、語源意識が希薄になったり、あるいは本義を失うなどして、現代朝鮮語の観点から明確な形態素として抽出できないとされる場合である。슬프다（悲しい）はもともと動詞슳다（悲しむ）に形容詞を作る接尾辞-브-が付いてできた単語であるが、슳다も브も現代朝鮮語の観点から1つの形態素として機能していないと考えるので、「✳︎슳브다」のようには綴らない。また、끄트머리（端っこ）は끝（終わり）に接尾辞-으머리が付いた単語であるが、-으머리という形態を現代朝鮮語として体系的に抽出することができないとして、「✳︎끝으머리」のように綴らない。
具体的にいかなる場合に形態素を明示し、又はしないで表記するかは、正書法において細かく規定されている。

### 分かち書き
分かち書きという概念を明確に導入した点も現代の朝鮮語の正書法の特徴である。古くは読点（圏点）を用いて単語や句の境界を示すことはあったが、分かち書きはなされなかった。
分かち書きを初めて導入したのは1896年に創刊された『独立新聞（독립신문）』が最初であるが、単語単位の分かち書きを厳密に導入したのは1933年の「朝鮮語綴字法統一案」が最初である。分かち書きは判読の容易さ、誤読の回避などに役立っている。
分かち書きの単位は原則的に単語である。ただし、体言の場合は体言と助詞の間は分かち書きをしない。つまり、日本語で言うところの「文節」（韓国では「語節」と呼ぶ）が分かち書きの単位となる。
南北の現行正書法において分かち書きは、その構成それ自体は近いが、南は付属語を除くとほとんどの場合に分かち書きをするのに対して、北は文節が異なっても意味的結合があれば続け書きをするため、概して北よりも南が分かち書きを多く行う傾向にある。
なお、大韓民国の現行正書法では続け書きが許容される場合が多くあり、結果として北と同じ分かち書きが多く行われるものもある。

## 日常生活における正書法の運用
以下、大韓民国における正書法の運用について簡単に触れる。
現代朝鮮語の正書法は形態素・単語などといった文法的な概念を利用しているため、正書法に忠実に従って朝鮮語を表記するのは必ずしも容易ではない。そのため、学校教育を十分に受けることができなかった老人などにおいては、表音主義的な表記法がしばしば見られる。업섯다 ＜ 없었다（なかった）など。また、形態素の誤分析や同音で綴りが異なるものの混同などにより誤って綴ることもある。例えば、되다（なる）の過去形되었다の話し言葉における縮約形は「됐다」とつづるのが正しいが、現代ソウル語では「되」と「돼」の発音の区別が失われていることから、誤って「됬다」と綴る例が多い。
さらに、日常生活における分かち書きはかなり混乱しており、人によって分かち書きがまちまちであるというのが実情である。概してひとまとまりと感じられる単位は分かち書きをしない傾向にある。例えば、「해야 돼」（しなきゃならない）は、全体で1つの文法的意味を表していると考えて、「해야돼」のように続けて書くことが多い。また「国家代表選手」に当たる朝鮮語は、原則に従い個々の単語を全て分かち書きすれば「국가 대표 선수」となるが、「国家代表」を1つの単位と捉えれば「국가대표 선수」と綴られ、「国家代表選手」全体でひとまとまりと捉えれば分かち書きなしに「국가대표선수」と綴られることもありうる。単語単位で分かち書きすることが原則であるとはいえ、「国家代表選手」のような漢字語の場合はそれが「合成語」という1つの単語であるのか、それとも個々の単語が連結しているのか明瞭でない。このような単語の境界の不明瞭さが、そのまま分かち書きのゆれに反映される。

## 一覧
- 朝鮮語綴字法統一案（1933年）
  - 朝鮮語綴字法（1954年）
    - 朝鮮語規範集（1966年）

  - ハングル正書法（1988年）